# Leptogenys punctiventris
Leptogenys punctiventris är en myrart som först beskrevs av Mayr 1879.  Leptogenys punctiventris ingår i släktet Leptogenys och familjen myror. Inga underarter finns listade i Catalogue of Life.